# Asperula litardierei
Asperula litardierei là một loài thực vật có hoa trong họ Thiến thảo. Loài này được Humbert mô tả khoa học đầu tiên năm 1927.